# カレーラーメン

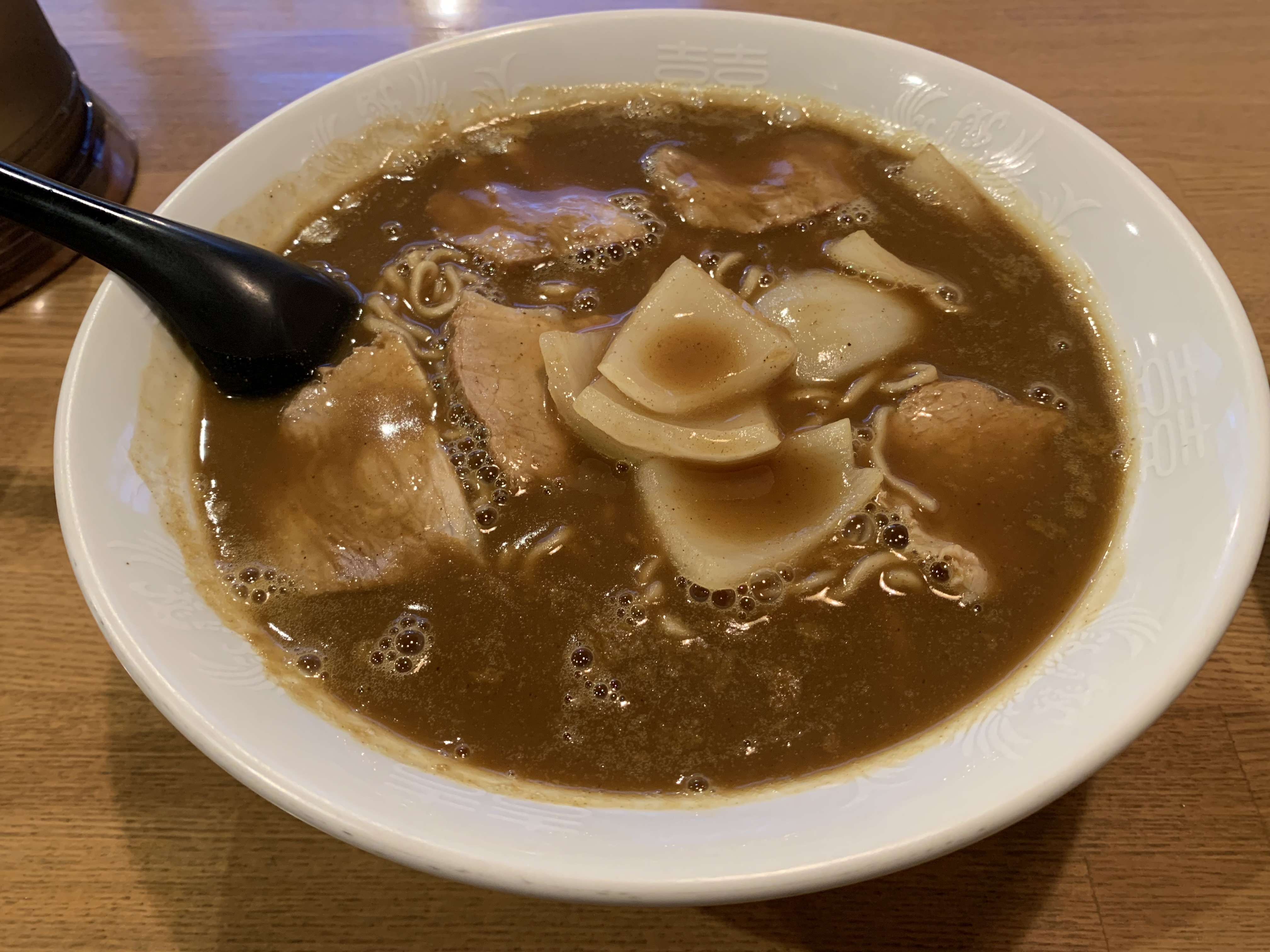
新潟県三条市の大黒亭のカレー中華

カレーラーメンは、ラーメンをカレー仕立てのスープで調理した料理。

## 概要
日本各地で自然発生的に誕生したと考えられている。
三条カレーラーメン
新潟県三条市にあったラーメン店「東京亭」の店主が、戦前（昭和初期）に東京・向島の修業先の食堂から持ち帰ったのが始まりとされ、三条市では70年の歴史があると言われている。（同じく三条市内にある「大黒亭」が発祥との説もあり、同店の初代が戦前に東京のレストランで働いていた時に食べたカレーにヒントを得たとされている。）
三条市では、市内に70店舗以上のカレーラーメン提供店があり、三条商工会議所の取り組みにより名物化が進み、2009年2月25日にはセブン-イレブンより「三条名物カレーラーメン」が発売されるまでに至った。
2011年頃から、石神秀幸が定義した新潟四大ラーメン（新潟あっさり醤油ラーメン、新潟濃厚味噌ラーメン、燕三条背脂ラーメン、長岡生姜醤油ラーメン）に三条カレーラーメンを加えることで、新潟五大ラーメンとしてのメディアへの露出が多くなっている。
とまこまいカレーラーメン
北海道のカレーラーメンの歴史は、1965年春に苫小牧市の「味の大王」から始まったとされる。札幌の味噌ラーメンなどに対抗するために、「味の大王」創業者の高橋一郎が看板メニューを模索する中で、大衆人気の高かったカレーライスと組み合わせることを考え、発売した。
苫小牧市では「とまこまいカレーラーメン振興局」が地図を作成するなどのプロモーション活動を行っている。また、「W（ダブル）カレーの街 とまこまい」として、同市名産のホッキを使用したホッキカレーと共に、市内外へと宣伝を行っている。　
室蘭カレーラーメン
とまこまいカレーラーメンを開発した「味の大王」の創業者が岩見沢市に移住し、同市で営業していた際に、当時の常連客が弟子入りし、1971年の9月に室蘭市輪西に味の大王輪西店（現在は閉店）を弟子が開店した。1999年、室蘭市出身の元モーニング娘。のメンバー安倍なつみがラジオ番組で「カレーラーメンなら室蘭の『味の大王』さんがおいしい」と語ったことがきっかけで、モーニング娘。のファンなどが室蘭市を訪れるようになった。
「室蘭カレーラーメンの会」は室蘭カレーラーメンを「北海道の（ご当地ラーメンとして）第4の味」としている。
実之和食堂のカレーラーメン
1955年に千葉県小見川町（現：香取市）で開店した「実之和食堂」（閉店）が当初から定番メニューとしてカレーラーメンを提供していた。

## インスタントラーメンにおけるカレーラーメン
インスタントラーメンにおいては、1961年に袋麺の日清食品「チキンラーメン プラスカレー」とエースコック「カレーラーメン」が発売されており、カレーとラーメンの融合というコンセプト自体、比較的古い時期から確立されていた。カレーラーメンの存在を一躍有名にし、メニューを定着させたのが、1973年発売の日清食品「カップヌードル カレー」であった。これ以降、各社から様々なカレーを取り入れたインスタントラーメンが発売されている。